# 新秩序
新秩序（L'Ordre nouveau）は、1920年代後半に、時事的な諸問題を論ずるために集まっていた知識人のサークルから生まれた思潮と、その機関紙の名称である。一般に1930年代の非順応主義者と呼ばれる知識人たちの一部が、その機関紙に寄稿した。
新秩序は、ユダヤ系ロシア人アレクサンドル・マルク（Alexandre Marc [Alleksander Markovitch Lipiansky, 1904-2000]）によって指導されていた。マルクは、ロシア革命勃発後、パリに亡命し、29年に「緑の風車クラブ （Club du Moulin-Vert）」を組織。そのサークルには、ニコライ・ベルジャーエフをはじめ、ガブリエル・マルセルやイヴ・コンガールなどのカトリック知識人、スイス出身の思想家ドニ・ド・ルージュモンなどが出入りしていた。30年にマルクのサークルに、ロベール・アロン（Robert Aron, 1898-1975）、アルノー・ダンデュー（Arnaud Dandieu, 1897-1933）という二人の強力な論客が加わった。 既に20年代後半から共同で研究を進めていたアロンとダンデューには、『フランス国家の頽廃（Décadence de la nation française）』（1931）、『アメリカ的癌（Le cancer américain）』（1931）、『必要な革命（La révolution nécessaire）』（1933）という、一連の近代社会批判の著作があった。
33年に運動の独自の機関誌『新秩序』が創刊されるが、同年に理論的支柱であったダンデューが急死。その後、「新秩序」は38年まで継続した。 ジャン＝ルイ・ルベ・デル・バイルによれば、「新秩序」は、同世代の多様なグループとの最大限の連帯を求めることを基本方針としており、思想的なスタンスとしては、「青年右翼」と「エスプリ」の中間に位置づけられる。
第二次世界大戦後には、マルク、アロン、ルージュモンらの活動によって、ヨーロッパ連邦主義の運動が展開された。